# Arquitectura de Rússia

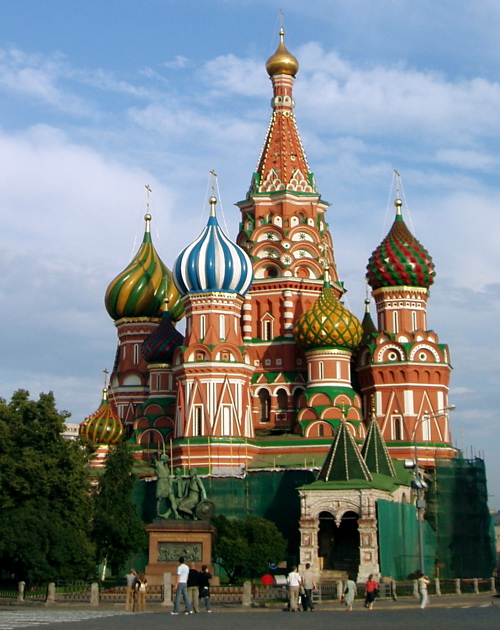
Catedral de Sant Basili (1555-1561) és una mostra d'arquitectura medieval russa.

L'arquitectura de Rússia segueix una tradició que es remunta a l'estat dels eslaus orientals de la Rússia de Kíev. Després de la caiguda de Kíev, la història arquitectònica de Rússia va continuar al Principat de Vladímir-Súzdal, i Nóvgorod, i els estats sorgits de l'autocràcia de Rússia, l'Imperi Rus, la Unió Soviètica i la Federació Russa. En la seva Segona Edat d'Or, l'art romà d'Orient es va estendre a la zona russa d'Armènia, a Kíev es construeix l'església de Santa Sofia l'any 1017, seguint fidelment els influxos de l'arquitectura de Constantinoble es va estructurar en forma basilical de cinc naus acabades en absis, a Nóvgorod s'aixequen les esglésies de Sant Jordi i de Santa Sofia, ambdues de planta central.
Posteriorment, destaca la catedral de Sant Basili, a la Plaça Roja de Moscou, realitzada en temps d'Ivan el Terrible (1555-1560), les cinc cúpules, la més alta i esvelta al creuer i quatre situades als angles que formen els braços de la creu, ressalten per la seva coloració, pels elevats tambors i pels seus característics perfils bulbosos.
A banda de l'arquitectura religiosa, també destaquen construccions civils com ara les fortaleses.

## Arquitectura precristiana (abans 988)
L'arquitectura russa d'aquest període és una barreja d'arquitectura romana d'Orient i politeisme. Algunes de les característiques rebudes del temple politeista són la visualització de la imatge exterior i el gran nombre de torres. Durant el període comprès entre els segles vi i viii, els eslaus van construir moltes fortaleses, anomenades grods.

## Període de la Rússia cristiana de Kíev (988-1230)
La Rus de Kíev, a l'edat mitjana, consistia en les terres actuals d'Ucraïna, Rússia i Belarús, sent el centre la ciutat de Kíev i Nóvgorod. L'arquitectura del rus de Kíev va ser la primera en la història de l'arquitectura russa, amb un estil que ràpidament es va formar immediatament després de la cristianització de Rússia el 988,i que va estar fortament influït per l'arquitectura romana d'Orient.

Després de la dissolució de la Rus de Kíev per la invasió mongola a la primera meitat del segle xiii, la tradició arquitectònica va continuar en el principat de Nóvgorod, Vladímir Suzdal, Galícia-Volínia i més tard va influir directament en l'arquitectura de Rússia, Ucraïna i Belarús.

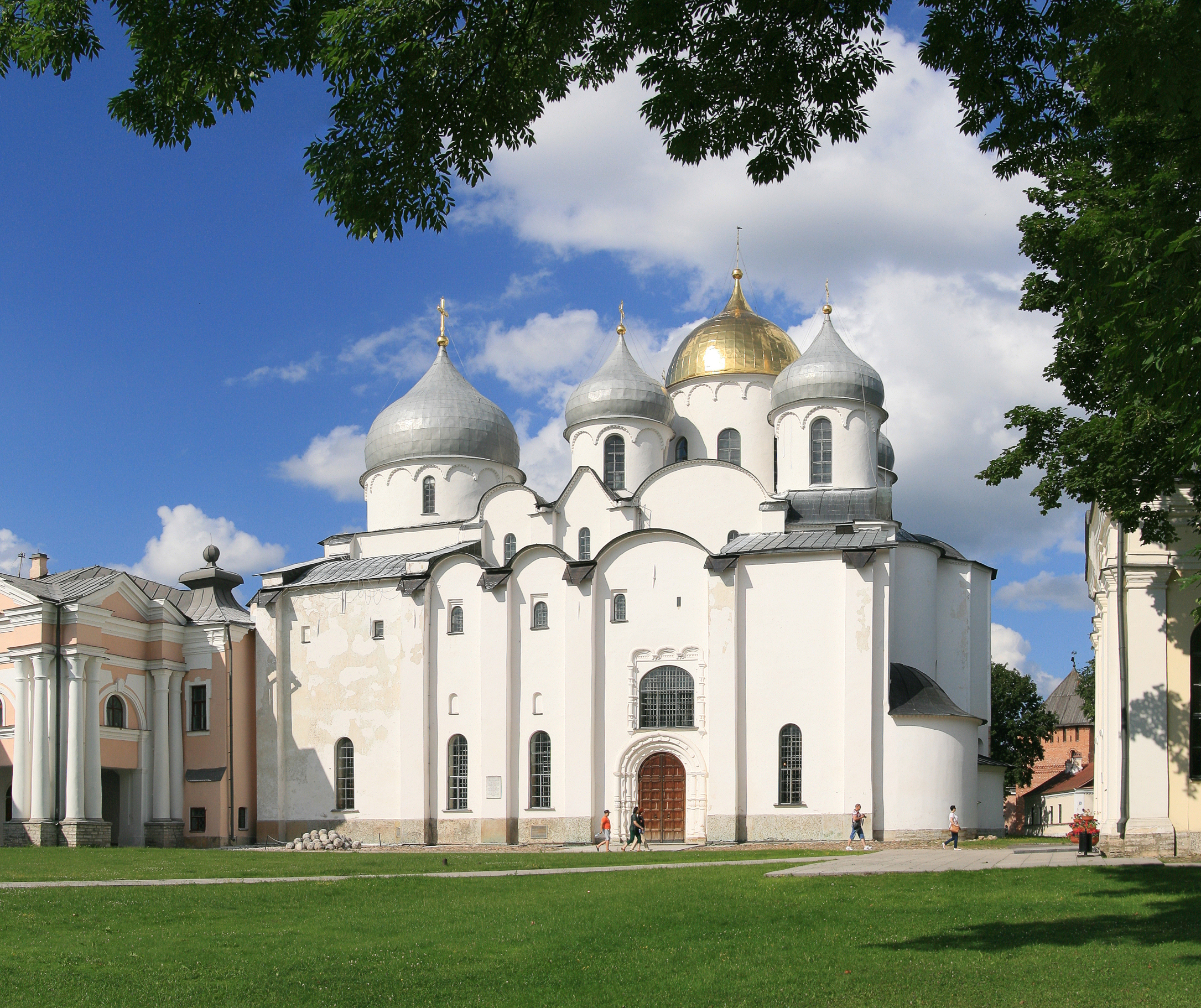
Catedral de Santa Sofia a Veliki Nóvgorod (1045-1050)0)
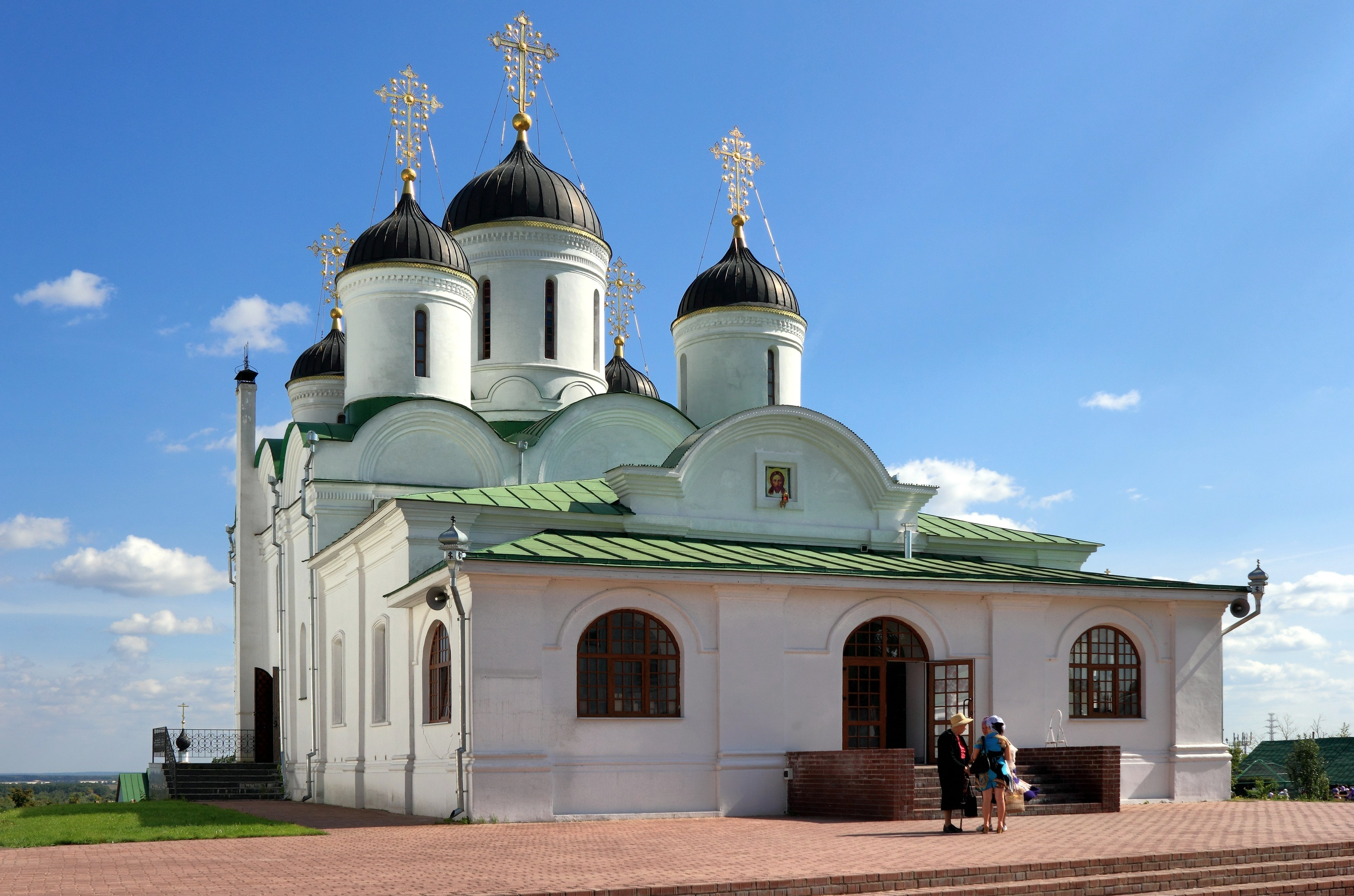
Monestir de la transfiguració a Múrom (1096)
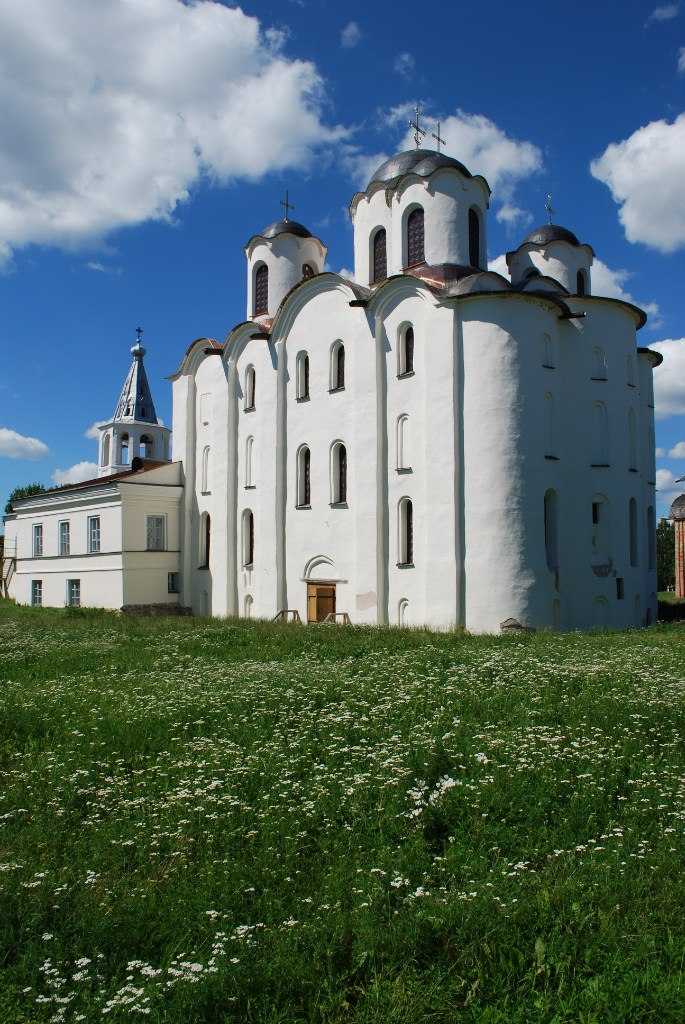
Catedral de Sant Nicolau a Veliki Nóvgorod (1113-1136)
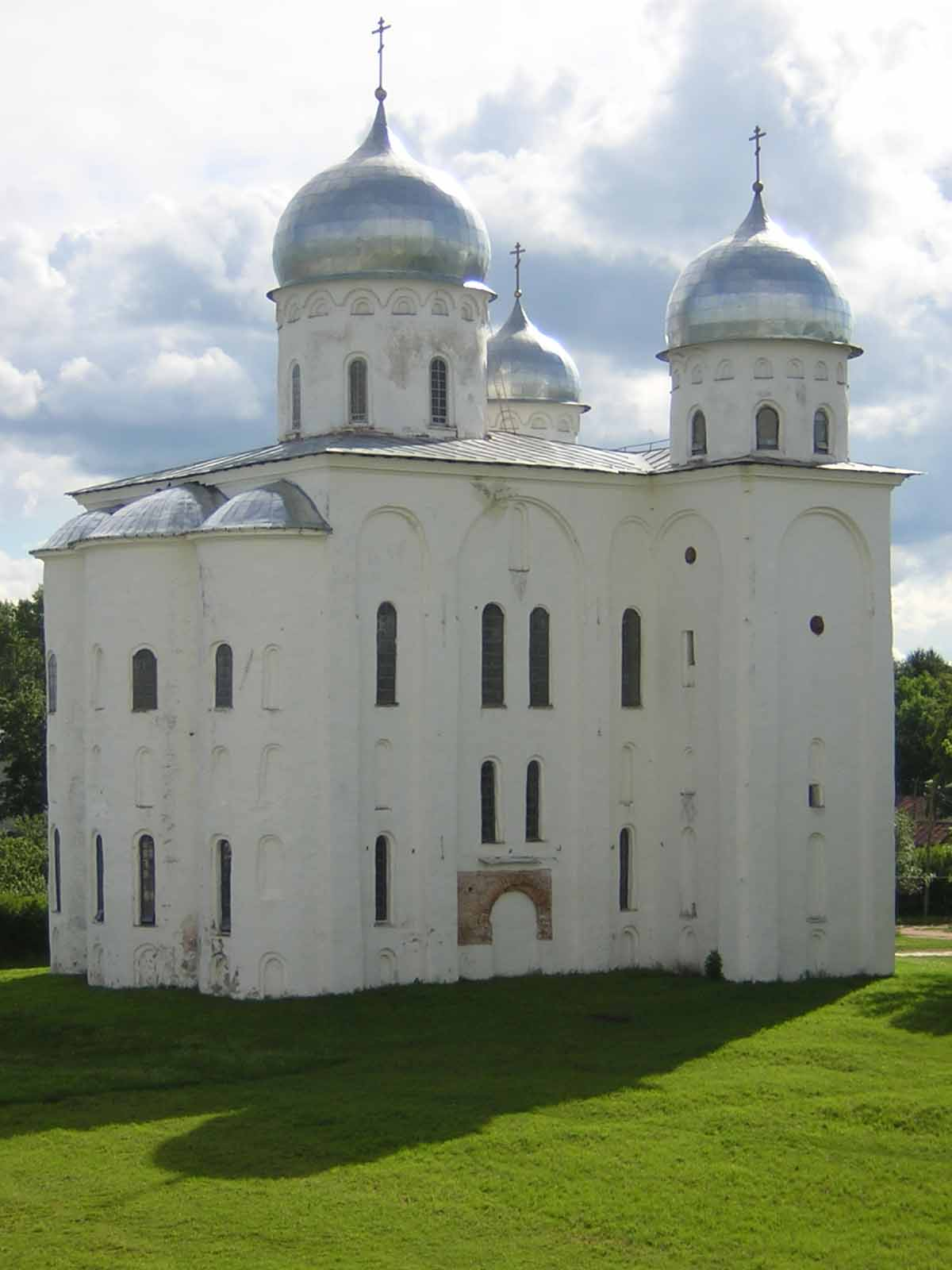
Catedral de Sant Jordi de l'abadia de Iuriev a Veliki Nóvgorod (1119)
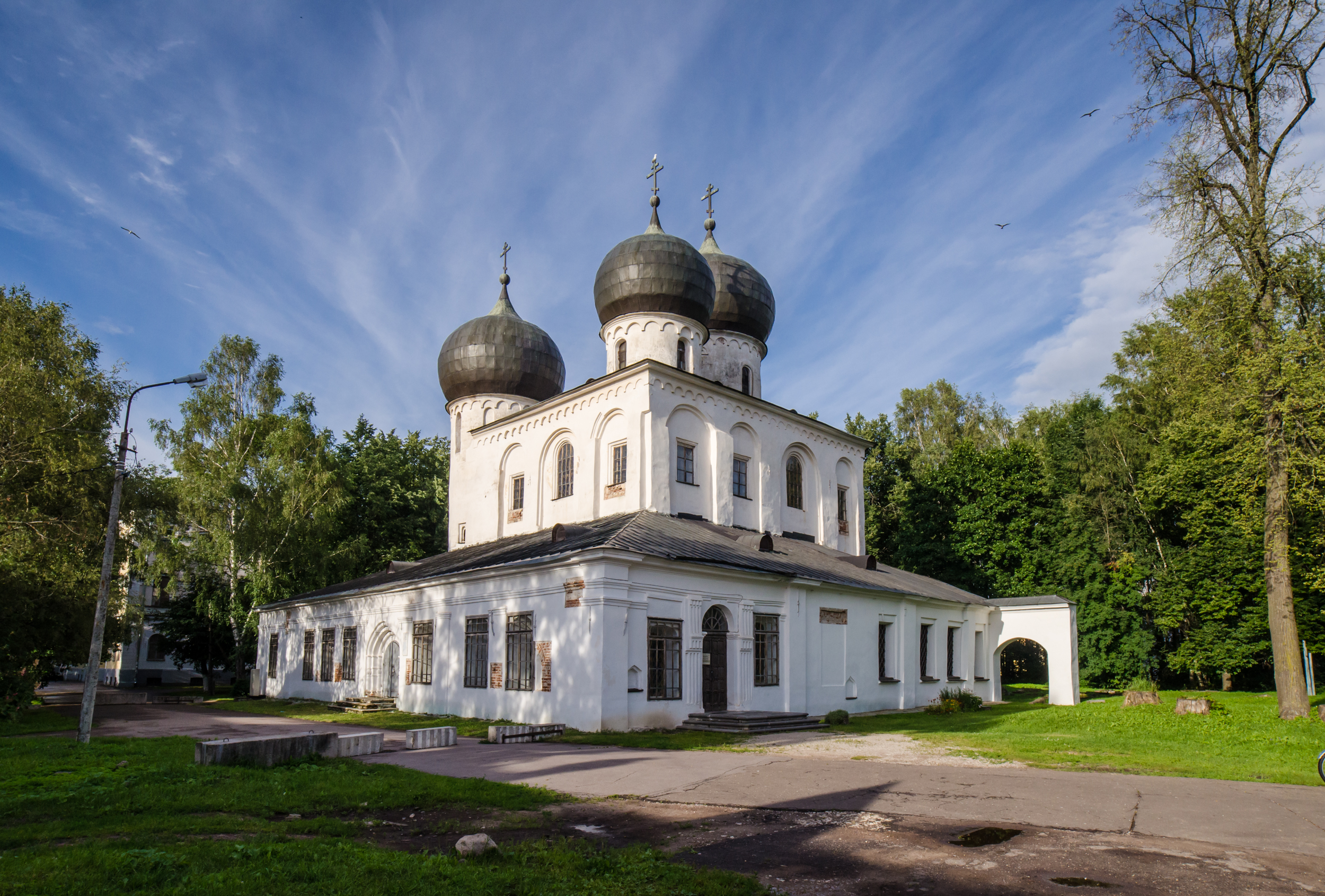
Església de l'Abadia d'Antoniev (1122)
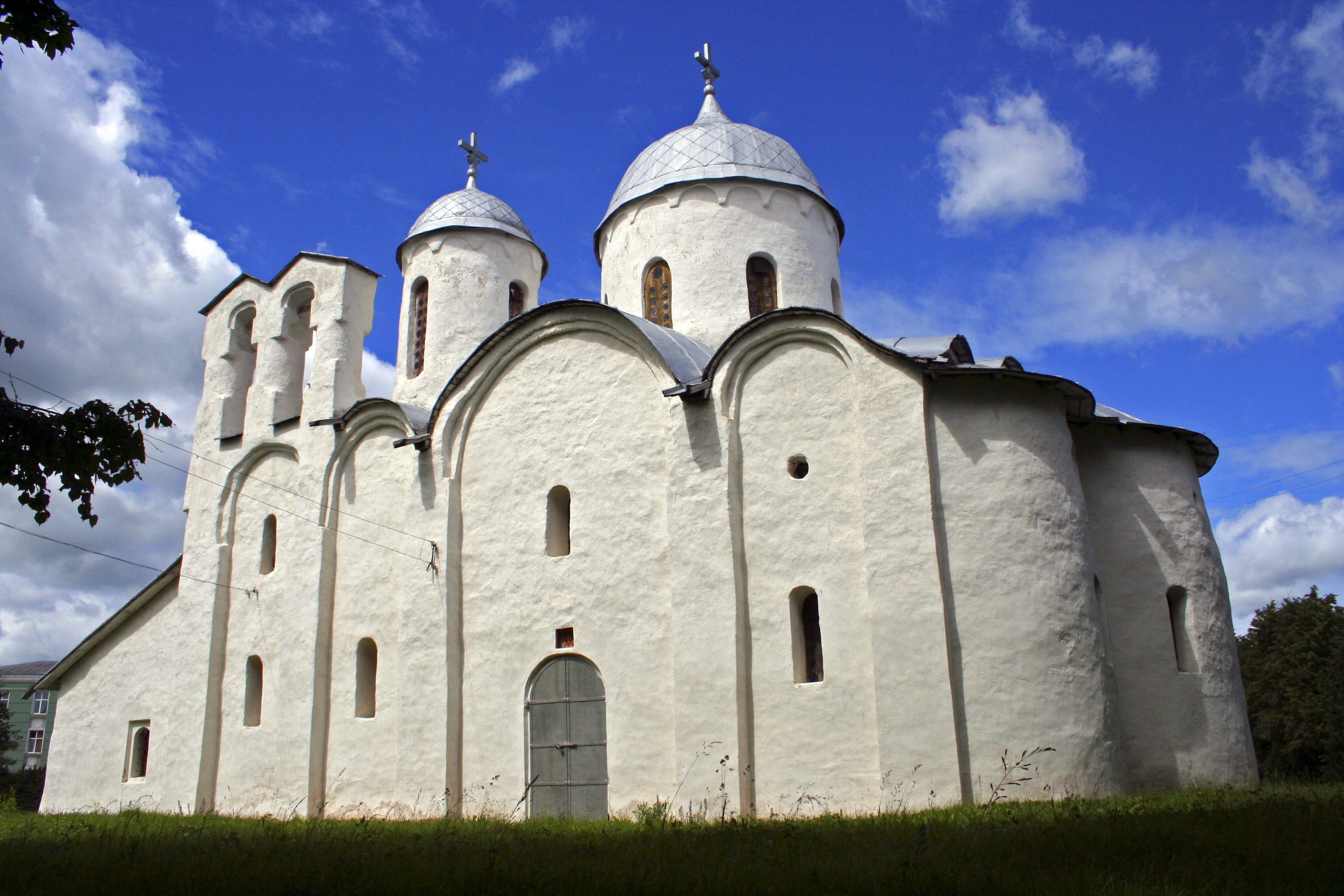
Catedral de Sant Joan de la Purga (construïda entre 1199 i 1139, esmentada per primera vegada el 1243)
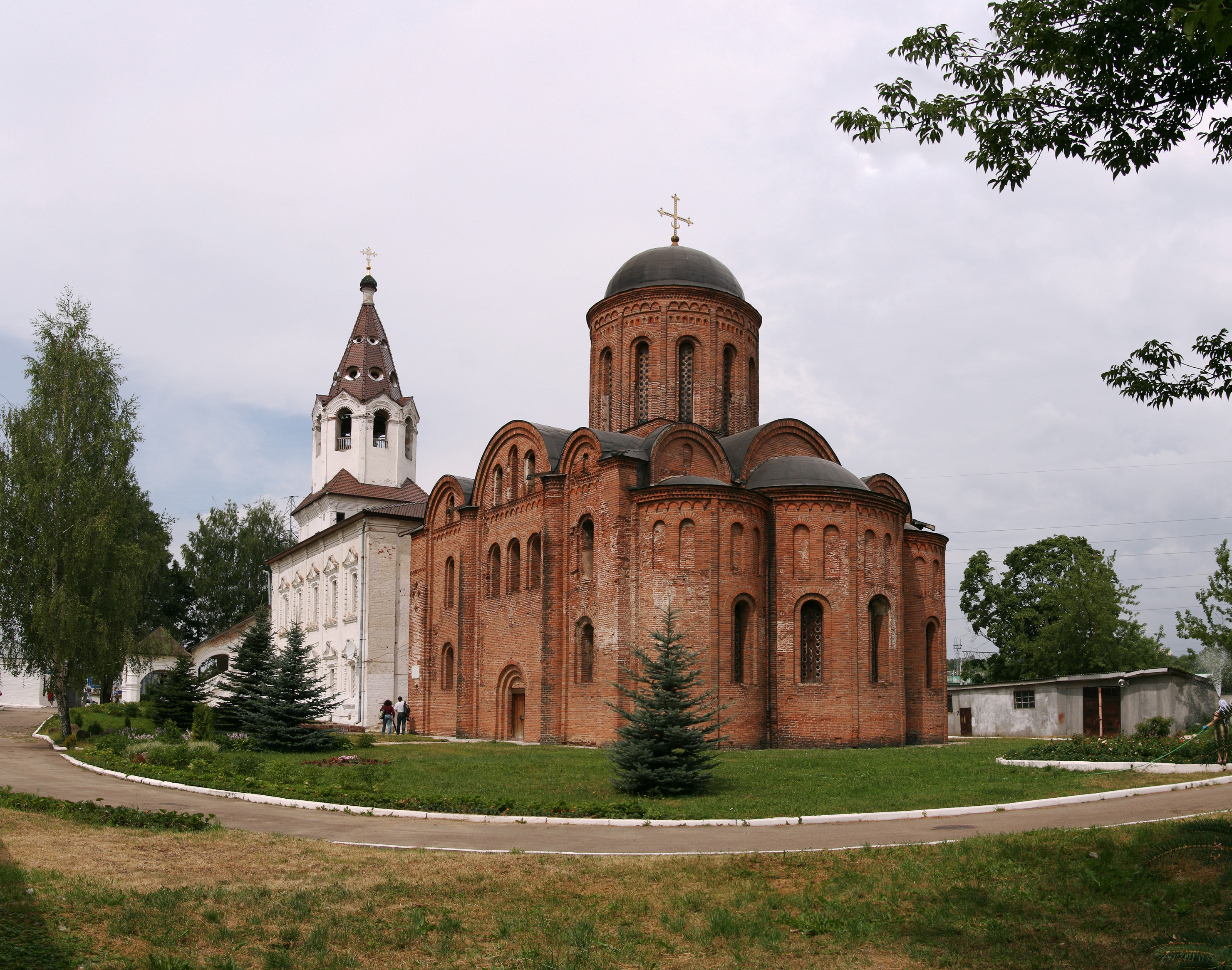
Església de Sant Pere i Sant Pau a Smolensk (1146)
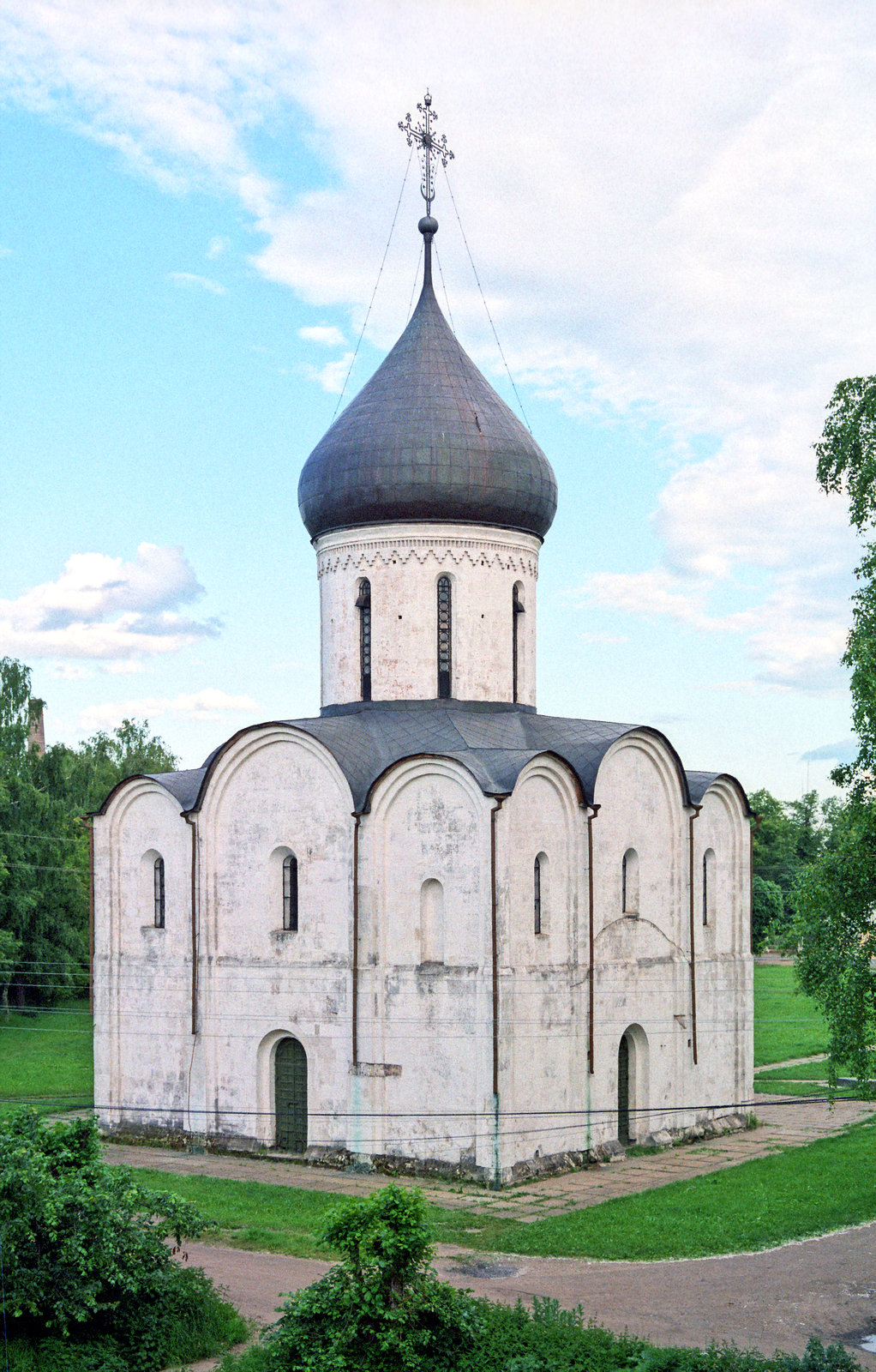
Església de transfiguració a Pereslavl-Zalessky (1152)
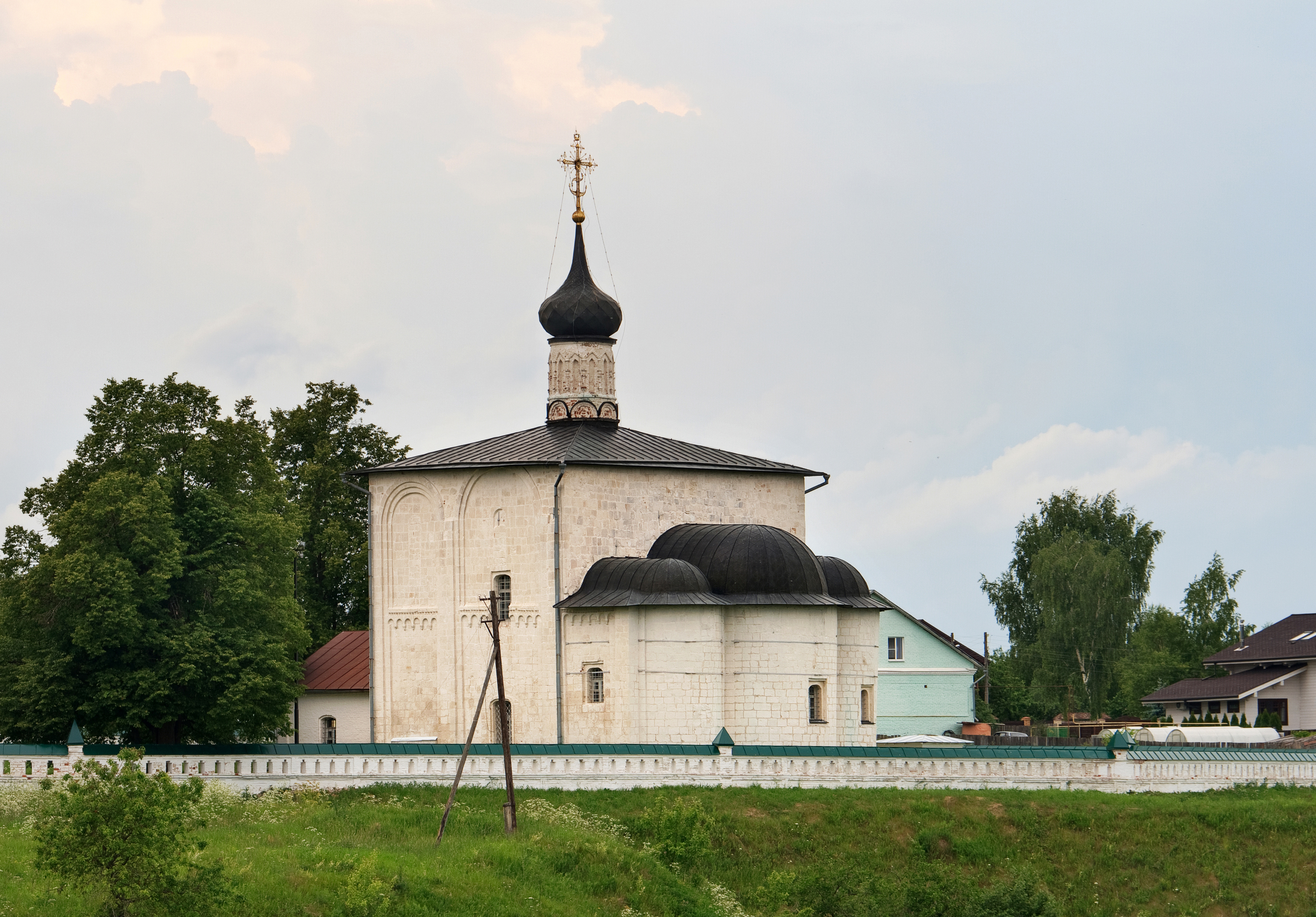
Església de Kideksha (1152)
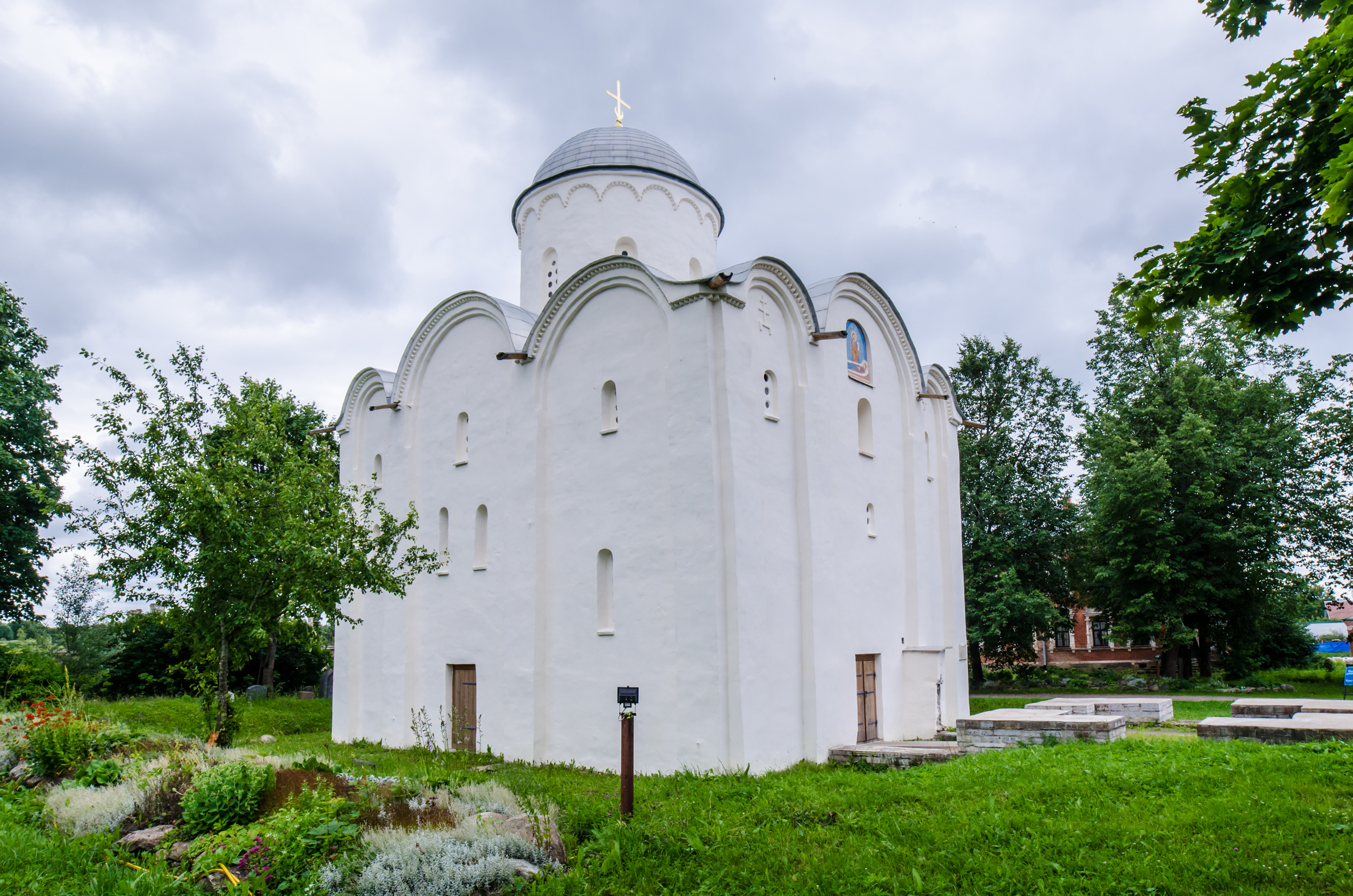
Catedral acèntrica, Stàraia Làdoga(1154-1159)
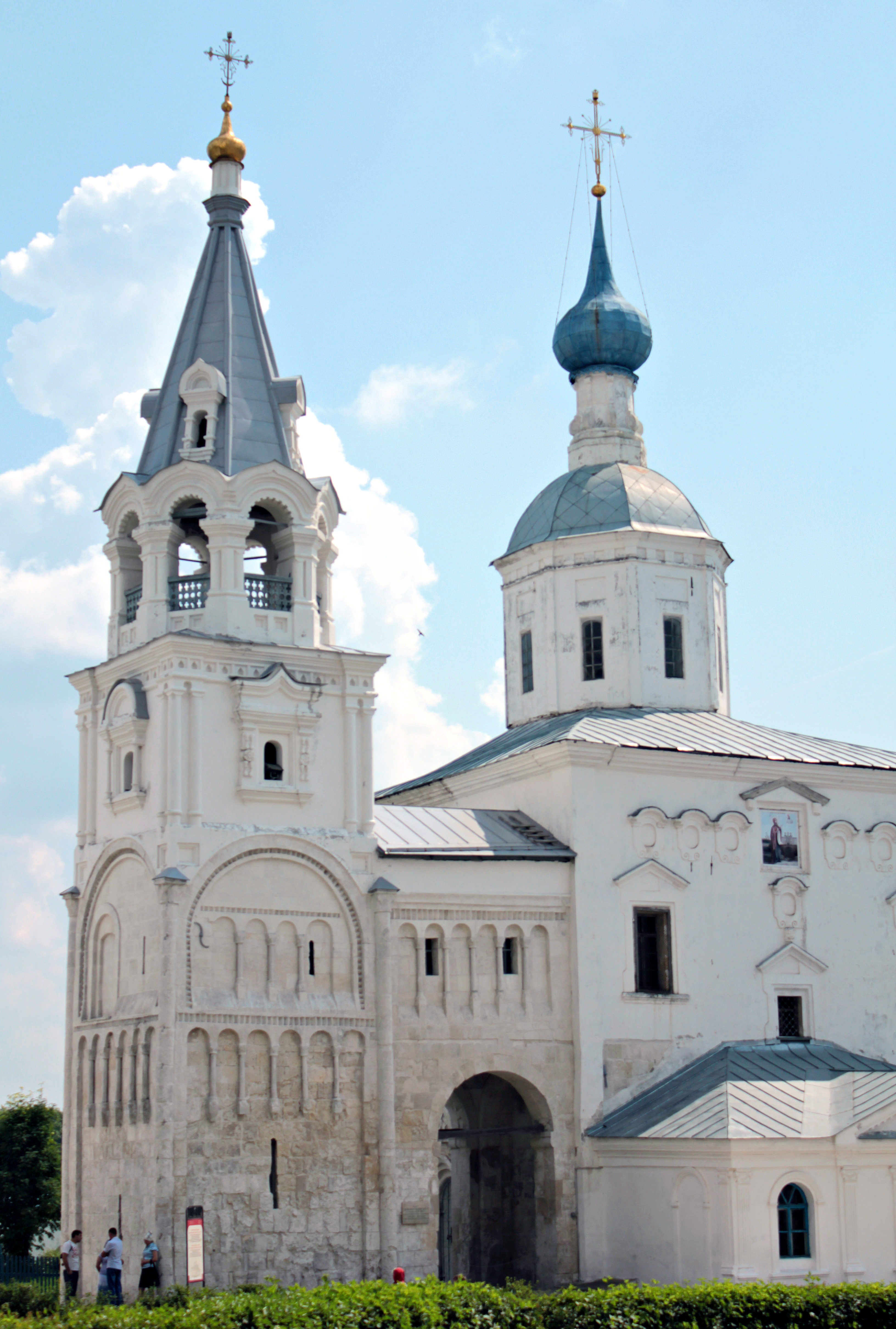
Les restes del castell de Bogolyubov (esquerra) i l'Església de Nostra Senyora (dreta) (1158)
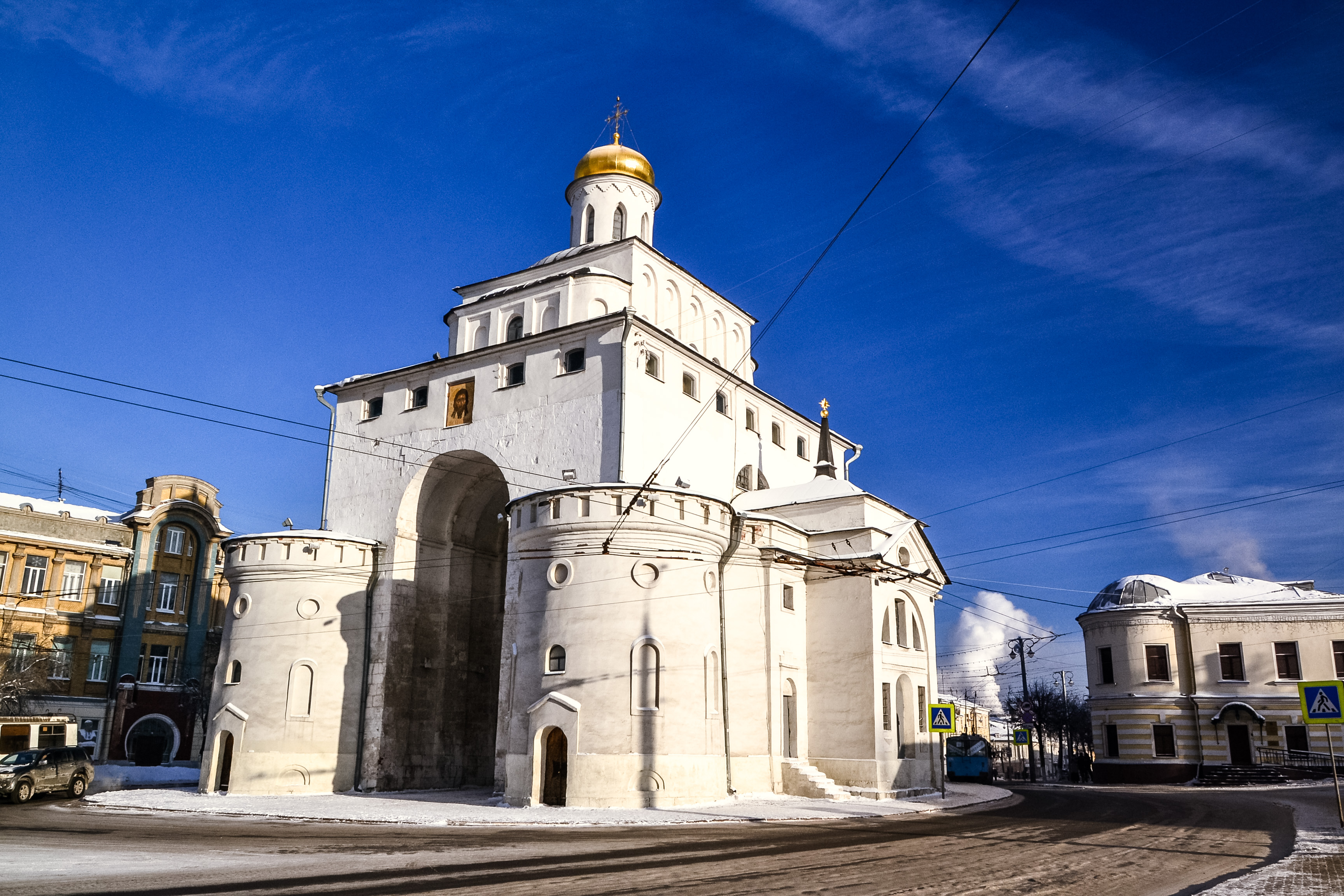
Porta d'Or a Vladímir (1158-1164)
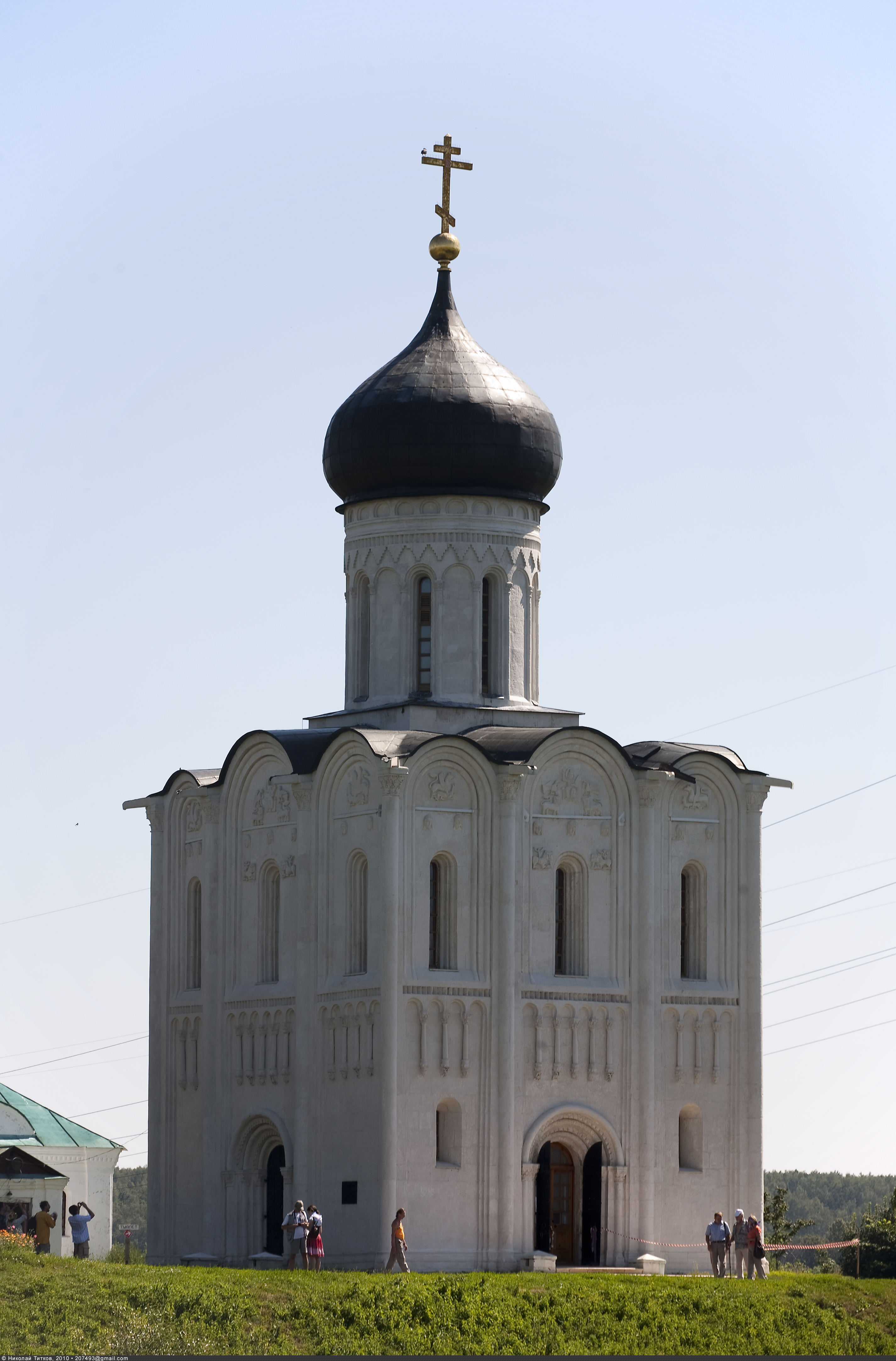
Església de la transfiguració del pont sobre el riu Nerl (1165)
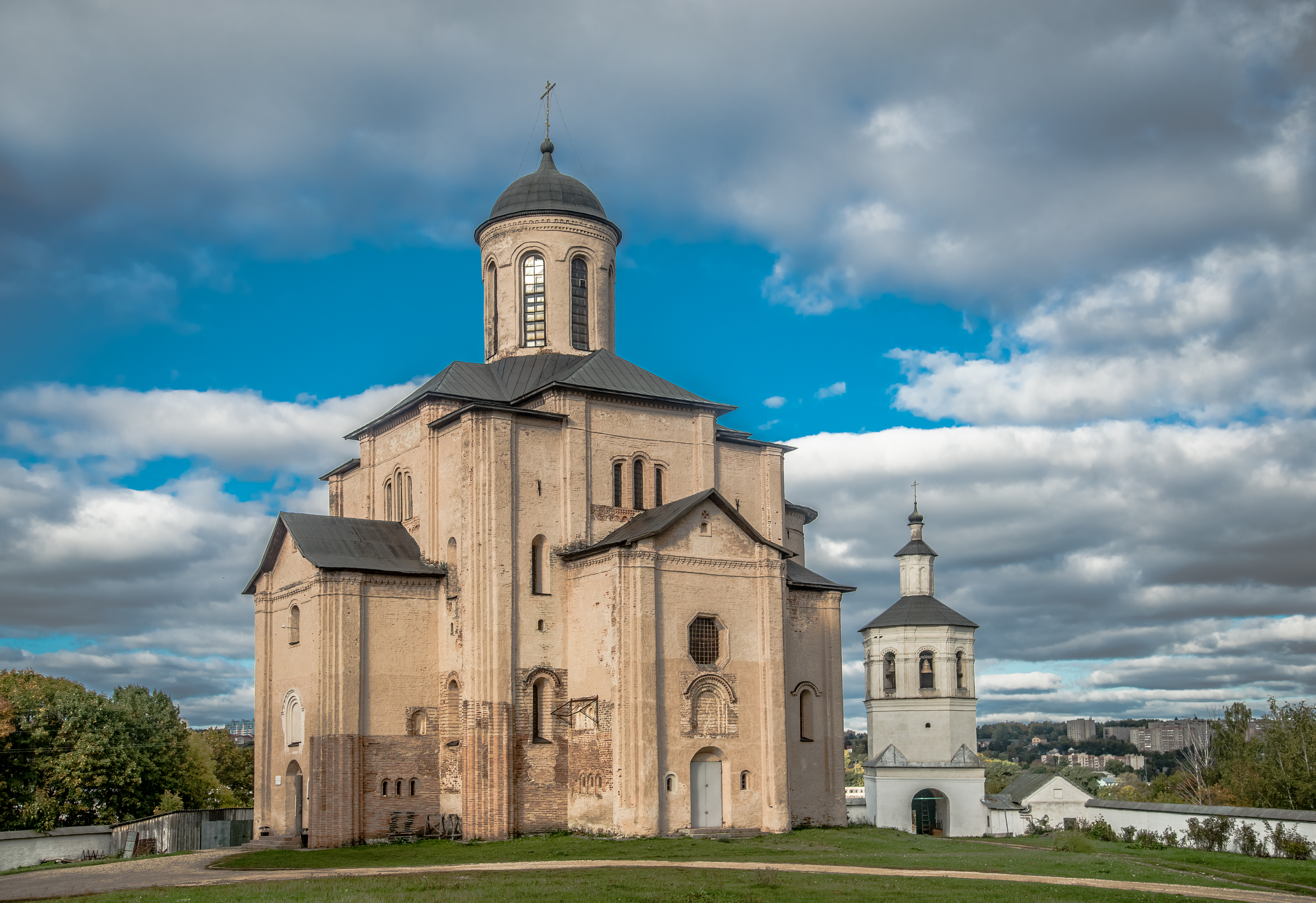
Església general de Sant Miquel arcàngel a Smolensk (1180-1197)
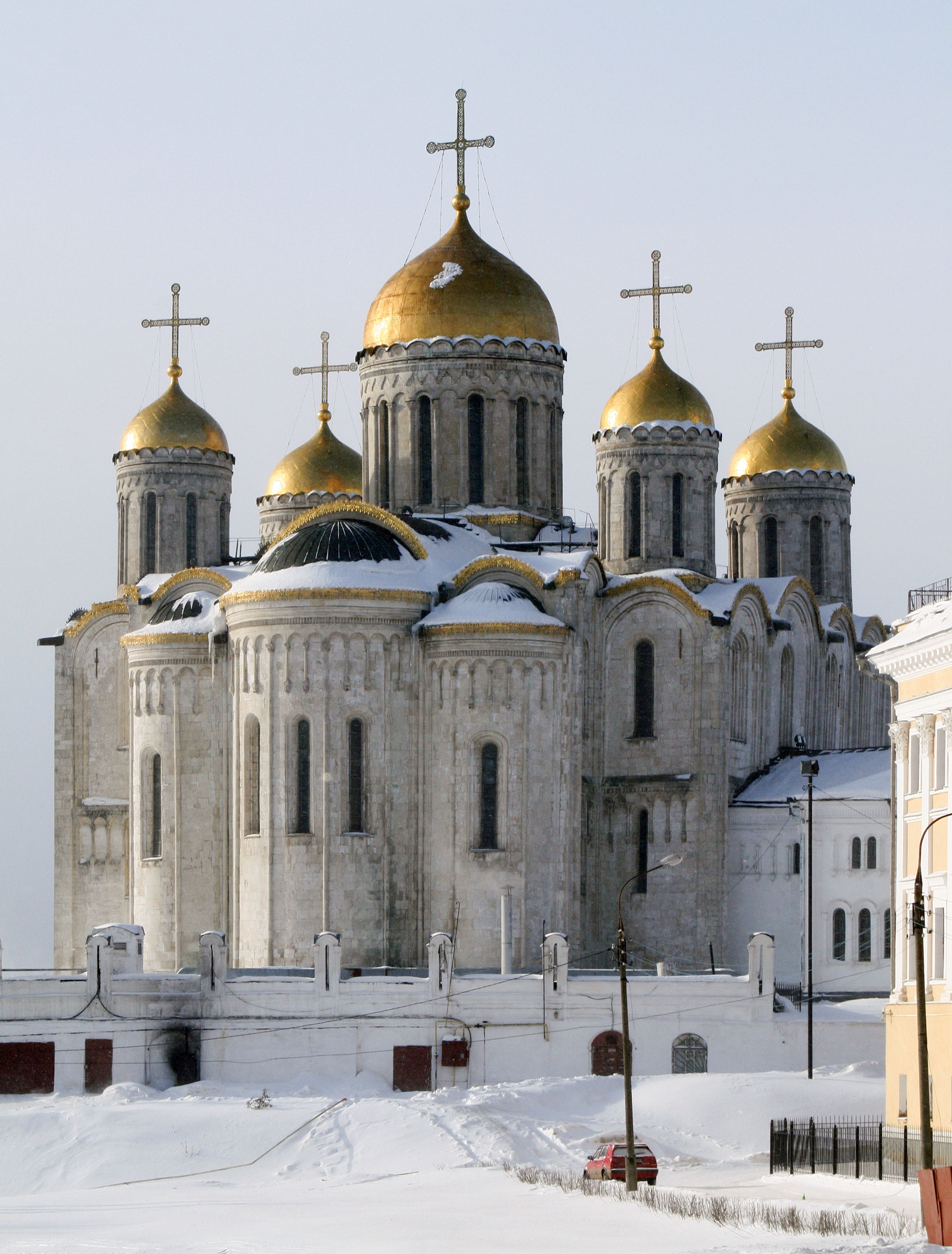
Catedral de Vladímir (1186-1189)
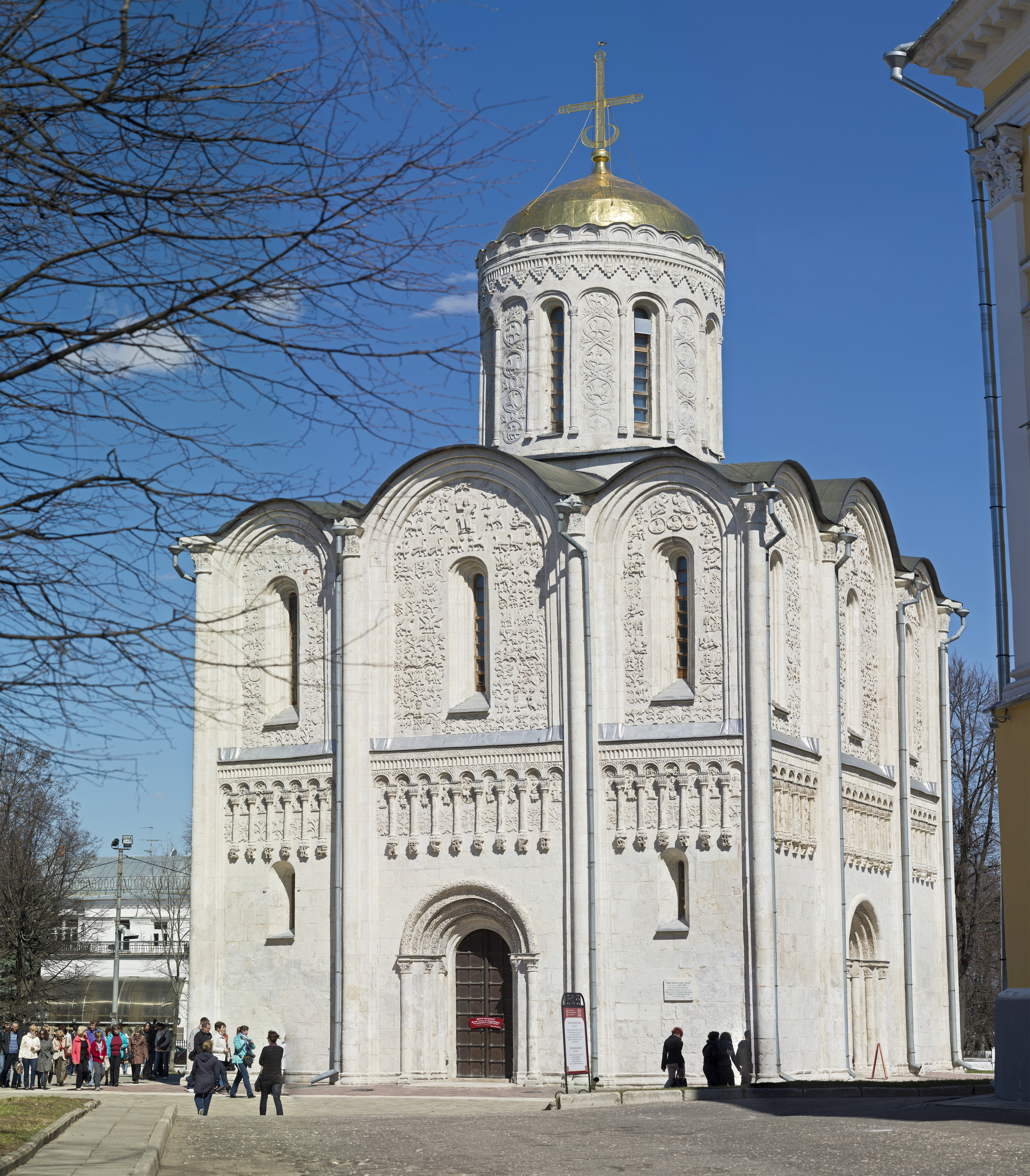
Catedral de Sant Demetri a Vladímir (1194–1197))
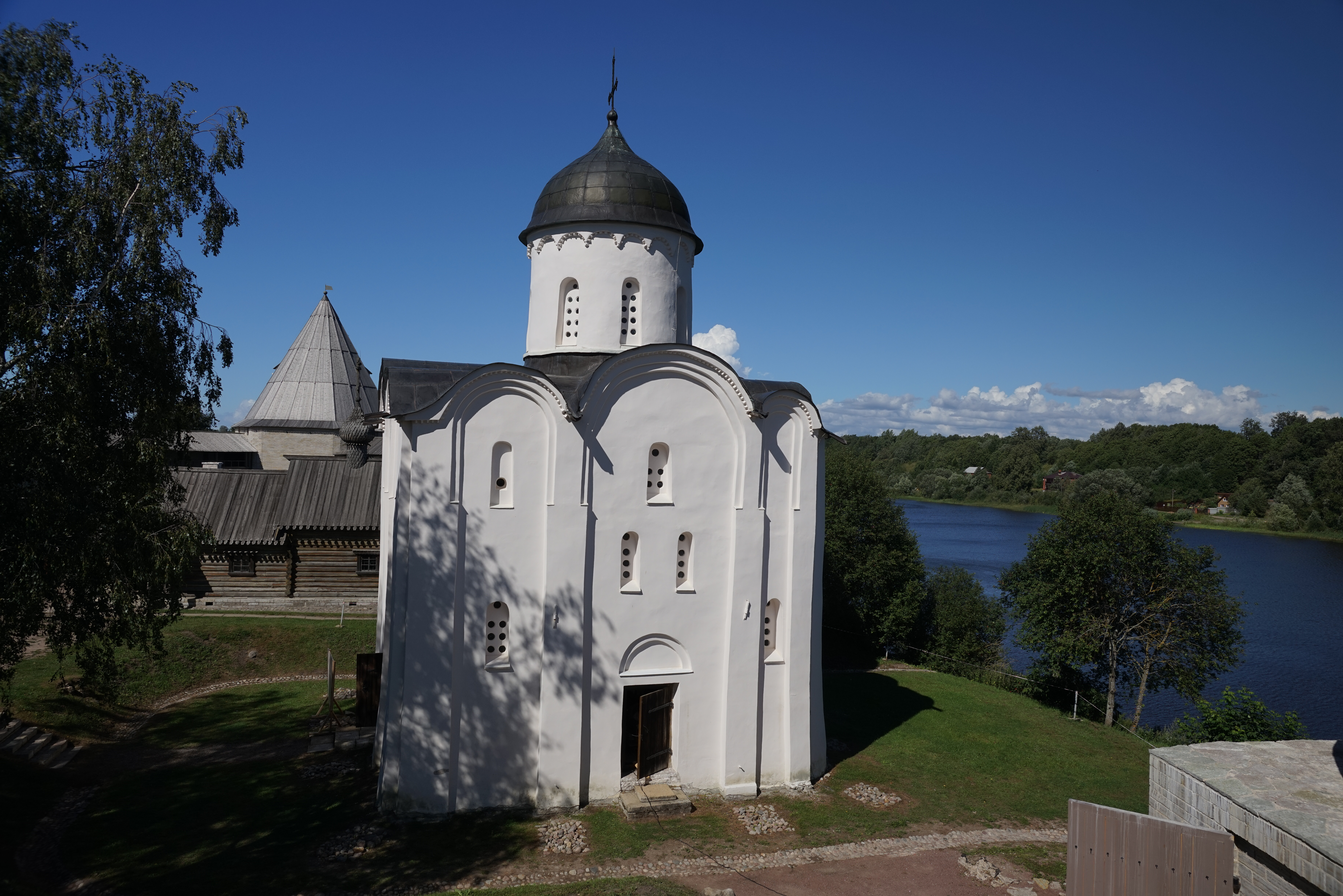
Església de Sant Jordi, Stàraia Làdoga (1180-1200)
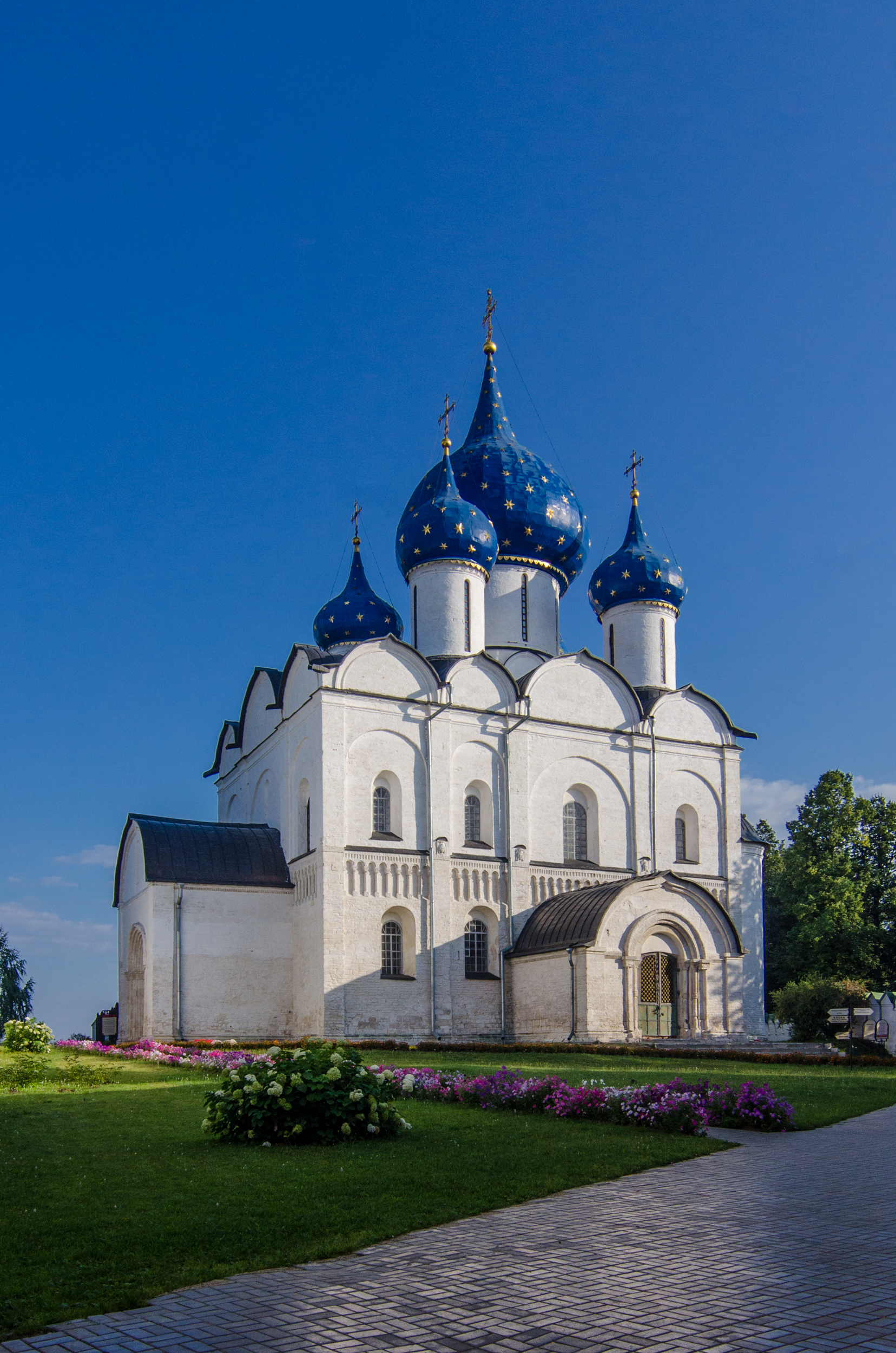
Església Santa, Suzdal (1222-1225)

## Cúpules ortodoxes

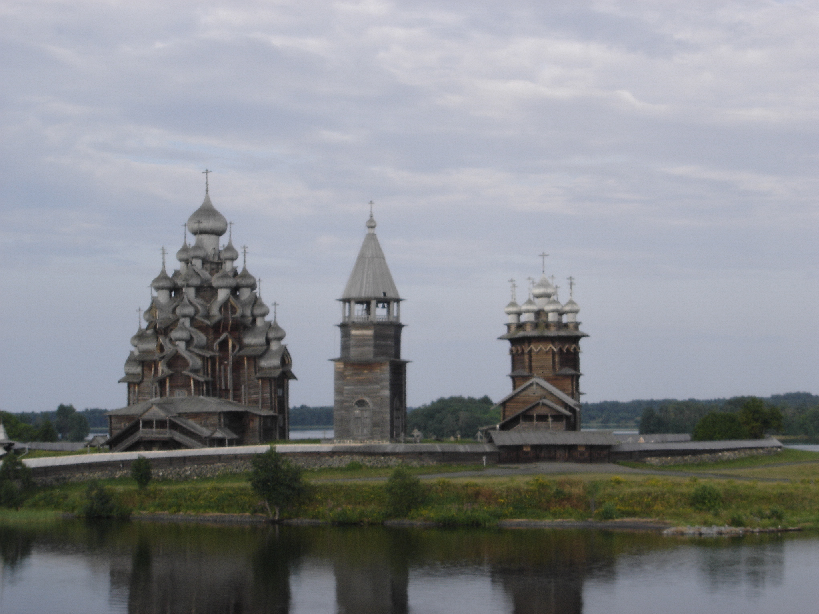
Vista de les dues esglésies principals a l'illa de Kiji.

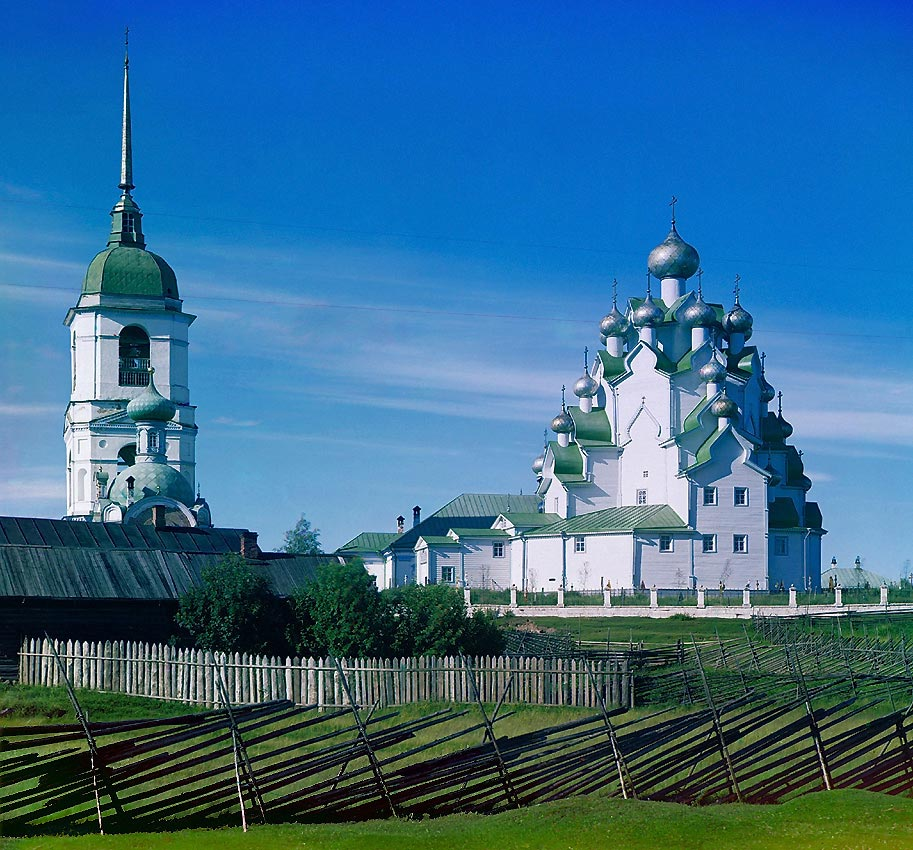
Església a Vítegra. Exemples de l'arquitectura russa de fusta a Kiji i Kóndopoga.

Segons l'historiador rus Borís Ribakov, la típica cúpula bulbosa de les esglésies ortodoxes russes té un origen natiu a partir d'influències pre-mogol, amb exemples constructius a partir del segle xii, mentre l'arquitectura mogol i l'estil difós a Àsia per l'islam presenta els seus primers exemples més recentment al segle xv.
Mentre que a les esglésies russes primitives, especialment a Kíev la primera capital, les cúpules seguien el model esfèric de l'estil romà d'Orient, els edificis posteriors van començar a utilitzar les cúpules bulboses, una forma especialment útil per evitar l'acumulació de neu al clima nòrdic.
La influència ortodoxa es va transmetre a l'arquitectura persa i regions més orientals, com ho demostren les cúpules icòniques del Taj Mahal, construït el 1630.
L'exemple més conegut el constitueix la Catedral de Sant Basili, construïda entre el 1555 i el 1561 a Moscou per ordre d'Ivan el terrible en commemoració de la captura del Kanat de Kazan. Coronada per un total de deu torres amb cúpules bulboses, la catedral ha estat des de la seva creació un símbol de Moscou com al centre de síntesi entre l'orient i occident.

## Rússia moderna

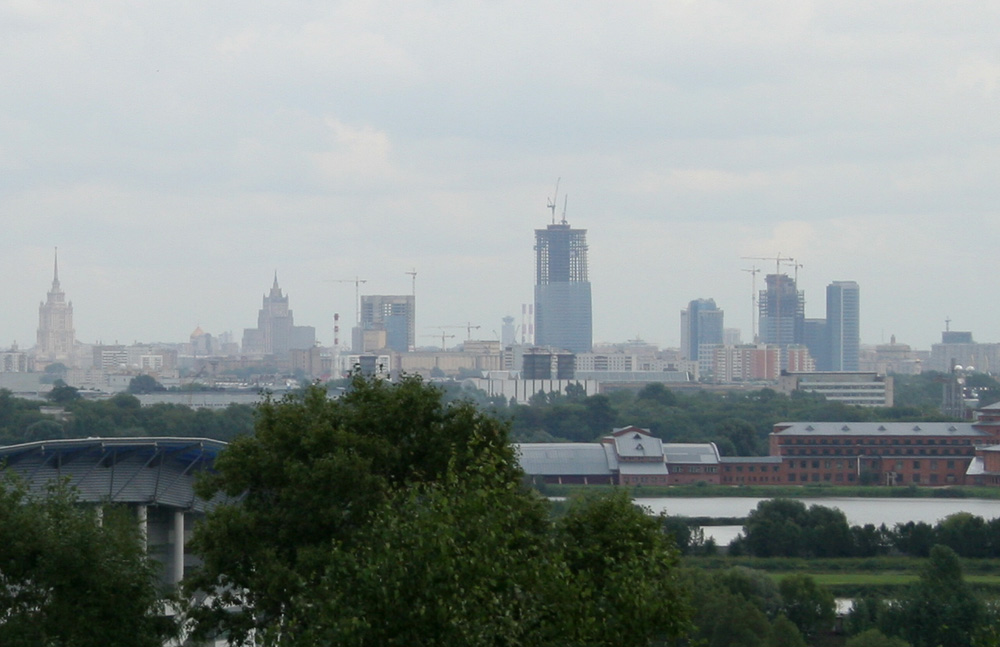
L'augment dels gratacels de Moscow City.

Quan la Unió Soviètica es va desintegrar, molts dels seus projectes van quedar en suspens i alguns foren cancel·lats per complet. Però, per primera vegada, ja no hi havia cap control sobre quin tema o què tan alt un edifici havia de ser. Com a resultat d'això, i amb la millora general de les condicions financeres, l'arquitectura va florir a un ritme increïble. Per primera vegada els mètodes moderns dels edificis gratacels es van dur a terme i va resultar un centre de negocis ambiciós que s'està construint a Moscou, Moscow City. En altres casos, els arquitectes van tornar als dissenys més reeixits, en particular, l'arquitectura estalinista que va donar lloc a edificis com el Palau del Triomf a Moscou.